# Bernard Deconinck
Bernard Deconinck (ur. 26 kwietnia 1936 w Lille, zm. 15 kwietnia 2020 w Cavaillon) – francuski kolarz torowy i szosowy, srebrny medalista torowych mistrzostw świata.

## Kariera
Największy sukces w karierze Bernard Deconinck osiągnął w 1959 roku, kiedy zdobył srebrny medal w wyścigu ze startu zatrzymanego amatorów podczas torowych mistrzostw świata w Amsterdamie. W zawodach tych wyprzedził go jedynie Holender Arie van Houwelingen, a trzecie miejsce zajął broniący tytułu Lothar Meister z NRD. Był to jedyny medal wywalczony przez Deconincka na międzynarodowej imprezie tej rangi. W tym samym roku został również mistrzem Francji w swej koronnej konkurencji. Startował także w wyścigach szosowych, jego największym sukcesem było zwycięstwo w wyścigu Paryż - Ezy w 1955 roku. Nigdy nie wystąpił na igrzyskach olimpijskich.